# Fontaine-Notre-Dame (Noorderdepartement)
Fontaine-Notre-Dame is een gemeente in het Franse Noorderdepartement (Frans: département du Nord) (regio Hauts-de-France). De plaats maakt deel uit van het arrondissement Cambrai. Fontaine-Notre-Dame telde op 1 januari 2022 1.759 inwoners.

## Geografie
De oppervlakte van Fontaine-Notre-Dame bedroeg op 1 januari 2022 10,52 vierkante kilometer; de bevolkingsdichtheid was toen 167,2 inwoners per km².

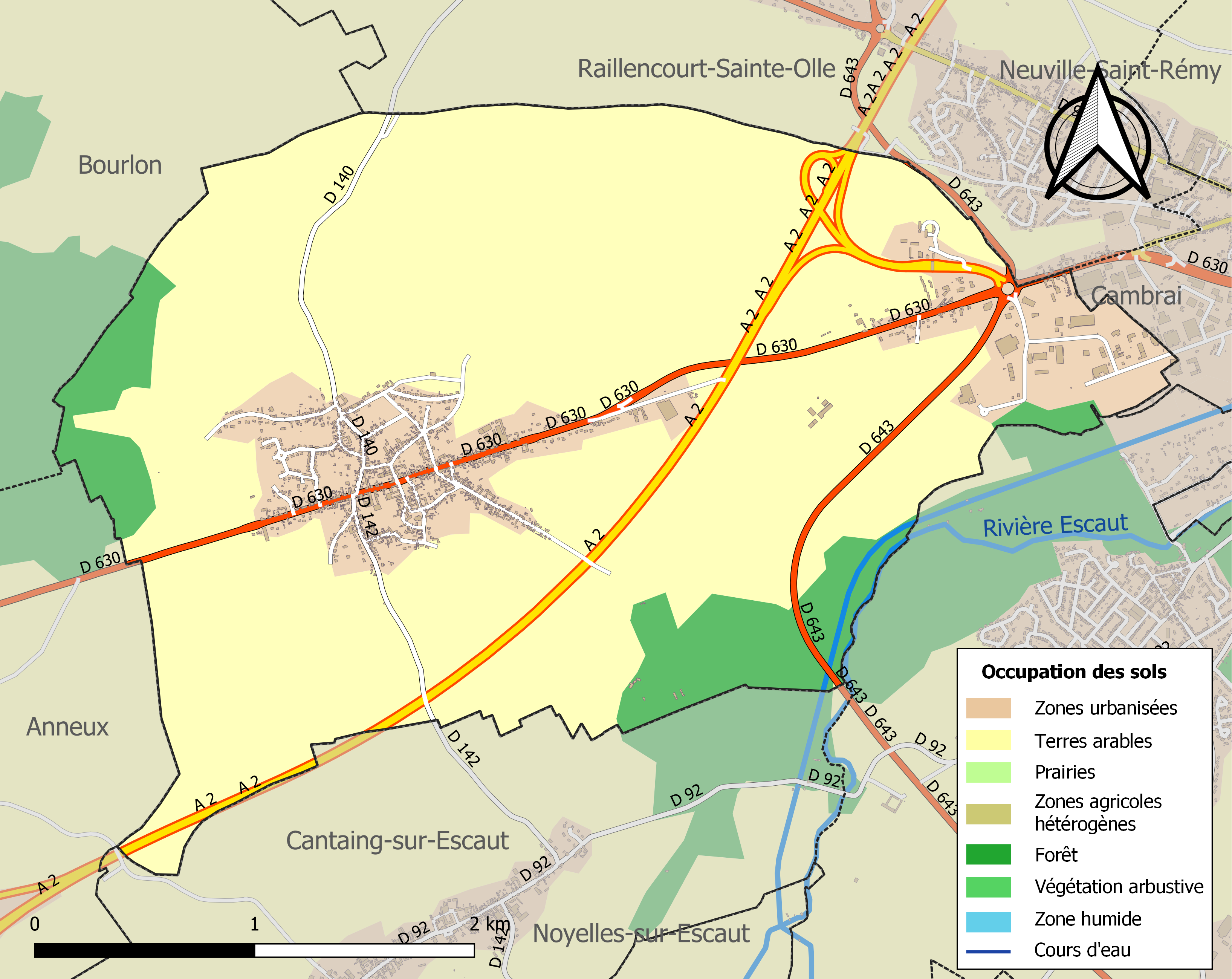
Kaart van de gemeente met belangrijkste infrastructuur, bodemgebruik en omliggende gemeenten

## Demografie
Onderstaande figuur toont het verloop van het inwonertal (bron: INSEE-tellingen).